# Beuvron-en-Auge
Beuvron-en-Auge je francouzská obec v departementu Calvados v regionu Normandie. Žije zde 201 obyvatel.

## Geografie

### Sousední obce
| Růžice kompasu | Putot-en-Auge   | Dozulé | Saint-Jouin Beaufour-Druval | Růžice kompasu |
| Růžice kompasu |                 | Sever  | Gerrots                     | Růžice kompasu |
| Růžice kompasu | Beuvron-en-Auge |        | Gerrots                     | Růžice kompasu |
| Růžice kompasu | Jih             |        | Gerrots                     | Růžice kompasu |
| Růžice kompasu | Hotot-en-Auge   |        | Victot-Pontfol              | Růžice kompasu |